# Винишка област
Винишка област (на украински: Вінницька область) е една от 24-те области на Украйна. Площ 26 492 km² (12-о място по големина в Украйна, 4,39% от нейната площ). Население на 1 февруари 2015 г. 1 602 511 души (3,75% от нейното население). Административен център на град Виница. Разстояние от Киев до Виница 222 km.

## Историческа справка
Първите градове на днешната територия на Винишка област са признати през 1795 г. – Виница (селището е основано през 14 век), Могильов-Подолски (основан в края на 16 век), Гайсин (основан 1600 г.) и Тулчин, а през 1903 г. за град е признато селището Жмеринка. По съветско време, от 1938 г. (град Бар) до 1986 г. (градовете Илинци и Шаргород) за градове са признати 12 селища, а най-нов град (от 2001 г.) е Липовец. Винишка област е образувана на 27 февруари 1932 г. и е една от първите области на територията на бившата Украинска ССР.

## Географска характеристика
Винишка област се намира в югозападната част на Украйна. На югозапад граничи с Молдова, на запад – с Чернивецка и Хмелницка област, на север – с Житомирска област, на изток – с Киевска, Черкаска и Кировоградска област и на юг – с Одеска област. В тези си граници заема площ от 26 492 km² (12-о място по големина в Украйна, 4,39% от нейната площ).
По-голямата част от територията на областта е разположена в пределите на Подолското възвишение с височина до 362 m (48°56′05″ с. ш. 27°43′26″ и. д. / 48.934722° с. ш. 27.723889° и. д., южно от село Мартиновка, Барски район) на юг и Приднепровското възвишение с височина до 323 m на север. Като цяло релефът на областта представлява вълниста равнина, която на северозапад се повишава, а на юг и югоизток – понижава. Нейна югозападна част е особено силно разчленена от тесните долини на меридионалните леви притоци на река Днестър.
Климатът е умереноконтинентален. Средна януарска температура -5,7 °C (във Виница), средна юлска – 18,8 °C. Годишната сума на валежите варира от 500 до 550 mm. Продължителността на вегетационния период (минимална денонощна температура 5 °C) е около 200 денонощия.
Територията на Винишка област попада във водосборните басейни на 3 реки. В централната част от северозапад на югоизток тече река Южен Буг с притоците си Снивода, Десна, Соб, Удич (леви); Згар, Ров, Селница, Дохна (десни). По югозападната граница на областта преминава участък от средното течение на река Днестър, а отляво в нея се вливат меридионалните реки Лядова, Немия, Мурафа и др. Крайните северни и североизточни райони принадлежат към водосборния басейн на река Днепър – реките Рос и Тетерев. По река Днестър се извършва регулярно корабоплаване за плиткогазещи съдове, а на по-малките реки са изградени малки ВЕЦ-ове.
В североизточната част на областта са разпространени предимно черноземни, а в централните части – сиви и светлосиви почви. На югоизток и в принестровския регион се редуват мощни черноземи с оподзолени почви. Цялата област попада в лесостепната зона. Горите и храстите от дъб, габър, ясен, липа и клен заемат 12,6% от територията на областта, а обезлесените пространства представляват основно обработваеми земи. Животинският свят е представено от сърна, вълк, лисица, горска белка, заек, полски гризачи и др., а по бреговете на реките и водоемите обитават норка, видра, диви патки, гъски и др.

## Население
На 1 февруари 2015 г. населението на Винишка област е наброявало 1 602 511 души (3,75% от населението на Украйна). Гъстота 60,49 души/km². Градско население 50,02%. Етнически състав се състои от 92 националности, в т.ч.: украинци 93,5%, руснаци 3,9%, евреи 1,4%, поляци 0,4%, беларуси 0,26%, молдовании 0,2% и др.

## Административно-териториално деление
В административно-териториално отношение Винишка област се дели на 3 областни градски окръга, 27 административни района, 18 града, в т.ч. 6 града с областно подчинение (Виница, Жмеринка, Казатин, Ладижин, Могильов-Подолски и Хмелник) и 12 града с районно подчинение, 28 селища от градски тип и 3 градски района (в град Виница).
| Административна единица | Площ (km²) | Население (2017 г.) | Административен център  | Население (2017 г.) | Разстояние до Виница (в km) | Други градове и сгт с районно подчинение |
| ----------------------- | ---------- | ------------------- | ----------------------- | ------------------- | --------------------------- | ---------------------------------------- |
| Областен градски окръг  |            |                     |                         |                     |                             |                                          |
| 1. Виница               | 113        | 372 432             | гр. Виница              | 372 432             |                             |                                          |
| 2. Жмеринка             | 18         | 34 308              | гр. Жмеринка            | 34 308              | 50                          |                                          |
| 3. Могильов-Подолски    | 22         | 30 982              | гр. Могильов-Подолски   | 30 982              | 154                         |                                          |
| Административен район   |            |                     |                         |                     |                             |                                          |
| 1. Барски               | 1100       | 51 772              | гр. Бар                 | 15 913              | 70                          | Копайгород                               |
| 2. Бершадски            | 1286       | 58 939              | гр. Бершад              | 12 681              | 160                         |                                          |
| 3. Виницки              | 910        | 78 461              | гр. Виница              | 372 432             | -                           | Вороновица, Десна, Стрижавка             |
| 4. Гайсински            | 1100       | 56 592              | гр. Гайсин              | 25 735              | 94                          |                                          |
| 5. Жмерински            | 1130       | 33 223              | гр. Жмеринка            | 34 308              | 50                          | Браилив                                  |
| 6. Илинецки             | 910        | 37 127              | гр. Илинци              | 11 270              | 74                          | Дашев                                    |
| 7. Казатински           | 1120       | 39 375              | гр. Казатин             | 23 241              | 77                          | Бродецкое, Глуховци                      |
| 8. Калиновски           | 1090       | 57 737              | гр. Калиновка           | 18 906              | 25                          |                                          |
| 9. Крижополски          | 880        | 33 251              | сгт Крижопол            | 8878                | 131                         |                                          |
| 10. Липовецки           | 970        | 37 599              | гр. Липовец             | 8463                | 56                          | Турбов                                   |
| 11. Литински            | 960        | 35 228              | сгт Литин               | 6658                | 33                          |                                          |
| 12. Могильон-Подолски   | 930        | 32 845              | гр. Могильов-Подолски   |                     | 154                         | Вендичани                                |
| 13. Мурованокуриловецки | 890        | 25 201              | сгт Мурование Куриловци | 5859                | 202                         |                                          |
| 14. Немировски          | 1290       | 48 793              | гр. Немиров             | 11 662              | 45                          | Брацлав, Ситковци                        |
| 15. Оратовски           | 870        | 21 103              | сгт Оратов              | 2786                | 105                         |                                          |
| 16. Песчански           | 600        | 20 831              | сгт Песчанка            | 5311                | 158                         | Рудница                                  |
| 17. Погребищенски       | 1200       | 29 748              | гр. Погребище           | 9620                | 70                          |                                          |
| 18. Тепликски           | 810        | 28 055              | сгт Теплик              | 6250                | 130                         |                                          |
| 19. Тивровски           | 880        | 42 064              | сгт Тивров              | 3953                | 43                          | гр. Гниван, Сутиски                      |
| 20. Томашполски         | 780        | 33 140              | сгт Томашпол            | 5463                | 123                         | Вапнярка                                 |
| 21. Тростянецки         | 860        | 35 432              | сгт Тростянец           | 7584                | 120                         |                                          |
| 22. Тулчински           | 1120       | 55 246              | гр. Тулчин              | 15 011              | 82                          | Кирсановка, Шпиков                       |
| 23. Хмелницки           | 1250       | 36 157              | гр. Хмелник             | 27 941              | 67                          |                                          |
| 24. Черневецки          | 590        | 21 226              | сгт Черневци            | 2725                | 148                         |                                          |
| 25. Чечелницки          | 760        | 21 134              | сгт Чечелник            | 5002                | 161                         |                                          |
| 26. Шаргородски         | 1140       | 56 896              | гр. Шаргород            | 7029                | 125                         |                                          |
| 27. Ямполски            | 790        | 39 795              | гр. Ямпол               | 11 101              | 164                         |                                          |